# 花月亭九里丸

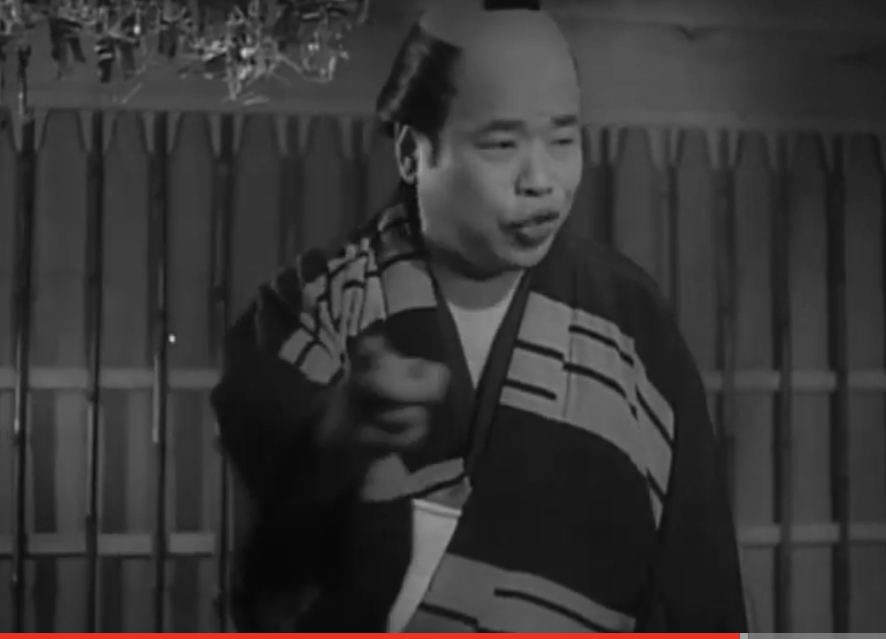

花月亭 九里丸（かげつてい くりまる、1891年（明治24年）10月10日 - 1962年（昭和37年）1月7日）は、大阪市南区西賑町出身の漫談家。本名は渡辺 力蔵。

## 来歴
父は、大阪で初めて楽隊を使ったチンドンマンの丹波家九里丸（栗丸）。「ドンガラガッチャの九里丸」として人気者だった。花月亭九里丸も少年時代、父に付き従って、九州や四国まで従業に参加。後に漫談で生かされるアイデアの多くは、チンドンを通して育まれた。小説家の直木三十五は近所に住む幼馴染であった。三十五の随筆「大阪を歩く」でも九里丸の思い出を綴っている、また子供のころ住んでいた長屋には3代目桂文三がいた。
1916年（大正5年）に三升小紋（後の2代目三升紋弥）に入門、三升小鍋を名乗る。その折に「大八会」に加入し後に「浪花落語反対派」所属。1921年（大正10年）に父が死去し九里丸の襲名の話が起き、1922年（大正11年）11月に吉本興業に買収されてから吉本泰三に花月亭九里丸を名乗らされる。大辻司郎に師事し「漫談創始」に呼応して大阪最初の漫談家となる。「金色夜叉」を全編大阪弁でやったり、特大しゃもじを手にして演奏する「滑稽琵琶」を考案し、笑いを振りまいた。
1934年（昭和9年）頃に明朗塾を開いて後進の指導に力を入れた。また「西条ちかし」のペンネームで後進に新作漫才を書いている。
太平洋戦争後は父と同じ丹波家九里丸を名乗り、5代目笑福亭松鶴とともに戎橋松竹の演芸場転向に尽力、1947年9月の演芸場オープン時に九里丸のアイデアで船乗り込みを摸したイベント（張りぼての船を噺家などが担ぐ）をおこなっている。戎橋松竹では番組編成にも大きな影響を持った。しかし、1948年頃に噺家の中心だった松鶴との間に確執が生じ（九里丸が自分の贔屓の女性漫才師を台割りで優位に置いたという）、2代目桂春団治を誘って「浪花新生三友派」を結成した。だが、5代目松鶴の実子である6代目笑福亭松鶴の回想によると、九里丸が「相変わらずおなごにうつつを抜かしている」ような状況でトラブルが複数起き、芸人も少しずつ戻って行ってしまう。結局、若手落語家グループ「さえずり会」の仲立ちで、分裂から約1年後の1949年4月に「関西演芸協会」として元の鞘に収まり、九里丸は新生の協会幹事となった。九里丸は再び戎橋松竹の番組に復帰し、5代目松鶴の死去（1950年）ののち、4代目桂文枝の弟子でありながら師と異なり浪花新生三友派に加わらなかった（これは5代目松鶴と4代目文枝の承諾を得ていた）2代目桂あやめ（のちの5代目桂文枝）を編成からはずす「意趣返し」をおこない、あやめは歌舞伎囃子方への転向を余儀なくされた。
1953年頃には屋号を「丹波家」から「花月亭」に戻していた。この年、5代目松鶴の実子である笑福亭光鶴が4代目笑福亭枝鶴を襲名し、その披露興行が戎橋松竹で開催された（3代目林家染丸の襲名披露と併催）が九里丸は関与することができず、「四代目笑福亭枝鶴 三代目林家染丸襲名披露興行に対して異議あり」という「怪文書」を作ってごく少数の知人などに渡した。
1956年（昭和31年）、初代桂春団治のエピソードをまとめた『すかたん名物男』を上梓する。これは、元々九里丸が高座の枕で語っていたネタ「春団治噺」全6話が元になり、吉本の文芸部に所属していた穐村正治らとともによって綴られた。ただし著者の話を面白く膨らませているため、内容の信頼性は薄い。この本は、同年公開された映画『世にも面白い男の一生 桂春団治』（森繁久彌主演）の便乗企画であった。この映画で初代春団治や上方落語が話題になったことを受けて、当時の桂福団治に3代目桂春団治を襲名させる話が持ち上がると、九里丸は福団治に「今が襲名のチャンスやで」と説いてこれを支援した（1959年3月に襲名）。3代目春団治襲名披露挨拶の舞台には九里丸も座を連ねている。
1961年9月27日、道頓堀の中座で「引退披露興行」がおこなわれた。引退の理由は高血圧とされ、興行は松竹新演芸の勝忠男による計らいであった。九里丸の引退で関西から漫談がなくなることを憂慮した勝は、落語家だった森乃福郎を漫談に転向させた。引退興行から約4か月後に死去。墓所は京都府宇治市靖國寺。戒名は「芸咲院漫譚栗苑居士」。
弟子にクリカワ・クリスケ、九里夫・みどり、西条凡児らがいた。現在「九里丸」の名跡は吉本に考慮して漫談家が「河内亭九里丸」の名で名乗っている。
1997年度の第2回上方演芸の殿堂入りに選出された。

## 人物
芸は当初は落語をやっていたが舌足らずで口跡だったため落語家向きではなかった、そのため漫談や百面相をやっていた。その芸風はSPレコードが残されており芸をしのぶことができる。あだ名は「挽（ひ）き臼」と呼ばれ、その意味は「頭回って、下(舌)回らん」である。
1957年6月に新世界にあった温泉劇場が「新花月」に改名してオープンした際には、その名称変更に尽力している。この時はまだ吉本興業は寄席興行を復活させておらず、九里丸の直談判に吉本の総帥であった林正之助も折れたという。松竹芸能系列の演芸場でありながら「花月」を名乗っていたのはこのため。
成田山不動尊にある「笑魂塚」の記念碑は九里丸が建立した、その後、関西演芸協会が中心となって「笑魂まつり」を同地で夏に行なっている。

## 著書
- （編著）『すかたん名物男』新生プロダクション、1956年

以下の2著はいずれも本名の渡辺力蔵名義による自費出版である
- （編著）『大阪を土台とした寄席楽屋事典』1960年
- 『笑根系図 九里丸置土産』1961年

これらについて戸田学は「面白可笑しく書かれているため、『資料としては取り扱い要注意』というのが今日、研究家の間での常識である」と記している。

## 評伝
- 和多田勝『笑芸人生劇場 花月亭九里丸伝』少年社、1981年